# Religioni in Slovacchia
Il cristianesimo è la religione più diffusa in Slovacchia. Secondo i dati del censimento del 2011, i cristiani rappresentano circa il 75% della popolazione e sono in maggioranza cattolici; il 13,5% della popolazione non segue alcuna religione e circa l'11,5% circa della popolazione non specifica la propria affiliazione religiosa o segue altre religioni. Stime dell'Association of Religion Data Archives (ARDA) riferite al 2015 differiscono di poco, dando i cristiani al 72% della popolazione, coloro che non seguono alcuna religione al 13,5% circa della popolazione e coloro che seguono altre religioni allo 0,5% circa della popolazione, mentre la restante parte della popolazione non specifica la propria affiliazione religiosa.
La costituzione riconosce la libertà religiosa, che può essere limitata solo per garantire l’ordine pubblico e salvaguardare i diritti e le libertà degli altri. La legge proibisce l’istigazione all'odio religioso e vieta di sostenere o di simpatizzare con i gruppi che hanno lo scopo di sopprimere i diritti e la libertà degli altri. Le organizzazioni religiose devono registrarsi con il Ministero della Cultura, le organizzazioni religiose non registrate non possono celebrare matrimoni, aprire scuole, fornire assistenza religiosa negli ospedali e nelle prigioni, ricevere fondi governativi. Nelle scuole pubbliche e private è previsto l'insegnamento della religione; nella maggioranza delle scuole si insegna la religione cattolica, ma in presenza di un numero sufficiente di studenti è possibile organizzare corsi sulle religioni dei gruppi registrati. In alternativa ai corsi di religione, su richiesta dei genitori i ragazzi possono seguire corsi di etica. Solo i gruppi religiosi registrati possono fornire alle scuole pubbliche gli insegnanti di religione, i cui stipendi sono pagati dallo stato. Le scuole private possono organizzare liberamente i loro corsi di religione.

## Religioni presenti

### Cristianesimo
Secondo i dati del censimento del 2011, i cattolici rappresentano circa il 66% della popolazione e la maggioranza di essi (pari al 62% della popolazione) appartiene alla Chiesa latina, mentre la restante parte (circa il 4%) fa parte della Chiesa greco-cattolica slovacca. I protestanti sono circa l'8% della popolazione e gli ortodossi sono circa l'1% della popolazione; vi sono anche piccoli gruppi di cristiani di altre denominazioni. 
La Chiesa cattolica latina è organizzata in Slovacchia con 2 sedi metropolitane, 5 diocesi suffraganee e 1 ordinariato militare.
Il maggior gruppo protestante presente in Slovacchia è costituito dai luterani, rappresentati dalla Chiesa evangelica slovacca, seguito dalla Chiesa cristiana riformata in Slovacchia, una Chiesa riformata di orientamento calvinista. Sono inoltre presenti comunità della Chiesa hussita cecoslovacca e gruppi minori di metodisti, battisti, avventisti del settimo giorno e pentecostali. 
La Chiesa ortodossa è presente in Slovacchia con la Chiesa ortodossa ceca e slovacca. 
Fra i cristiani di altre denominazioni, sono presenti i Testimoni di Geova e la Chiesa di Gesù Cristo dei Santi degli Ultimi Giorni (i Mormoni).

### Altre religioni
In Slovacchia sono presenti piccoli gruppi che seguono l'ebraismo, l'islam e la religione bahai.